# Spurkorrigierendes Lager
Spurkorrigierende Lager sind besonders geformte, bei der Verbundlenkerachse in Automobilen verwendete Gummilager, welche die Übersteuertendenz der Achse unter Seitenkräften mindern.
Stand der Technik sind schräg angestellte Lager, die eine von den Querkräften bei Kurvenfahrt verursachte geringe elastische Querbewegung des Achskörpers in eine Drehung um die Hochachse umwandeln. Die durch Gummilager- und Bauteilelastizitäten entstehenden übersteuernden Lenkwinkel werden so verringert.